# Station Delastowice
Station Delastowice is een spoorwegstation in de Poolse plaats Delastowice.